# Église Saint-Michel de Saint-Michel-de-Rieufret
Pour les articles homonymes, voir Église Saint-Michel.
L'église Saint-Michel est une église catholique  située dans la commune de Saint-Michel-de-Rieufret, dans le département de la Gironde, en France.

## Localisation
L'église se trouve au centre du village, à l'intersection des routes départementales D117 (Cabanac à l'ouest et Illats à l'est) et D214 (Arbanats au nord).

## Historique
L'édifice, de style gothique flamboyant, a été construit de la fin du XVIIe siècle au début du XVIIIe à l'emplacement d'une église ruinée durant les guerres de religion.
Il a été inscrit au titre des monuments historiques en totalité par arrêté du 24 décembre 1925.

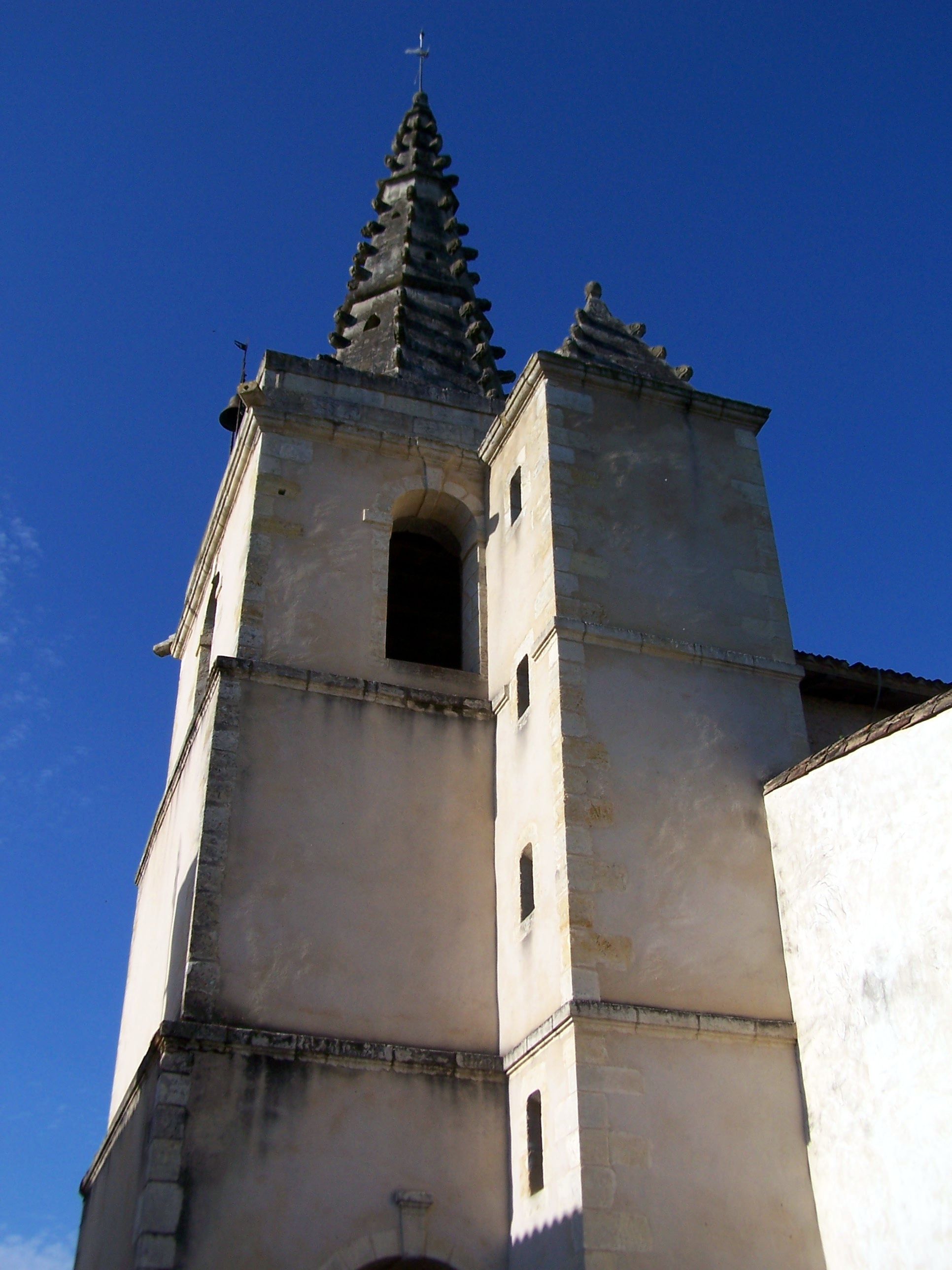
Le clocher (juin 2013)
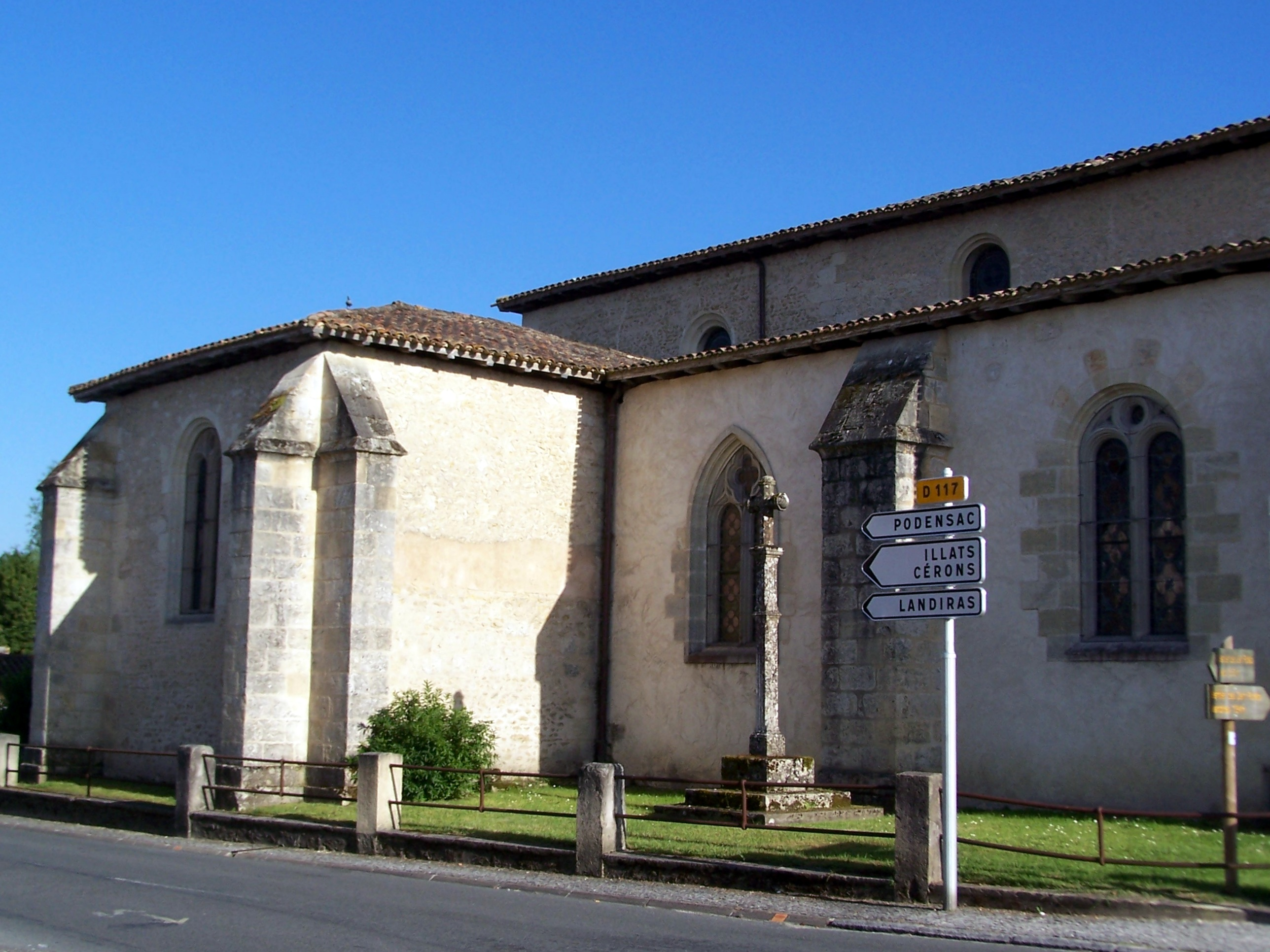
Façade et bras du transept nord (juin 2013)
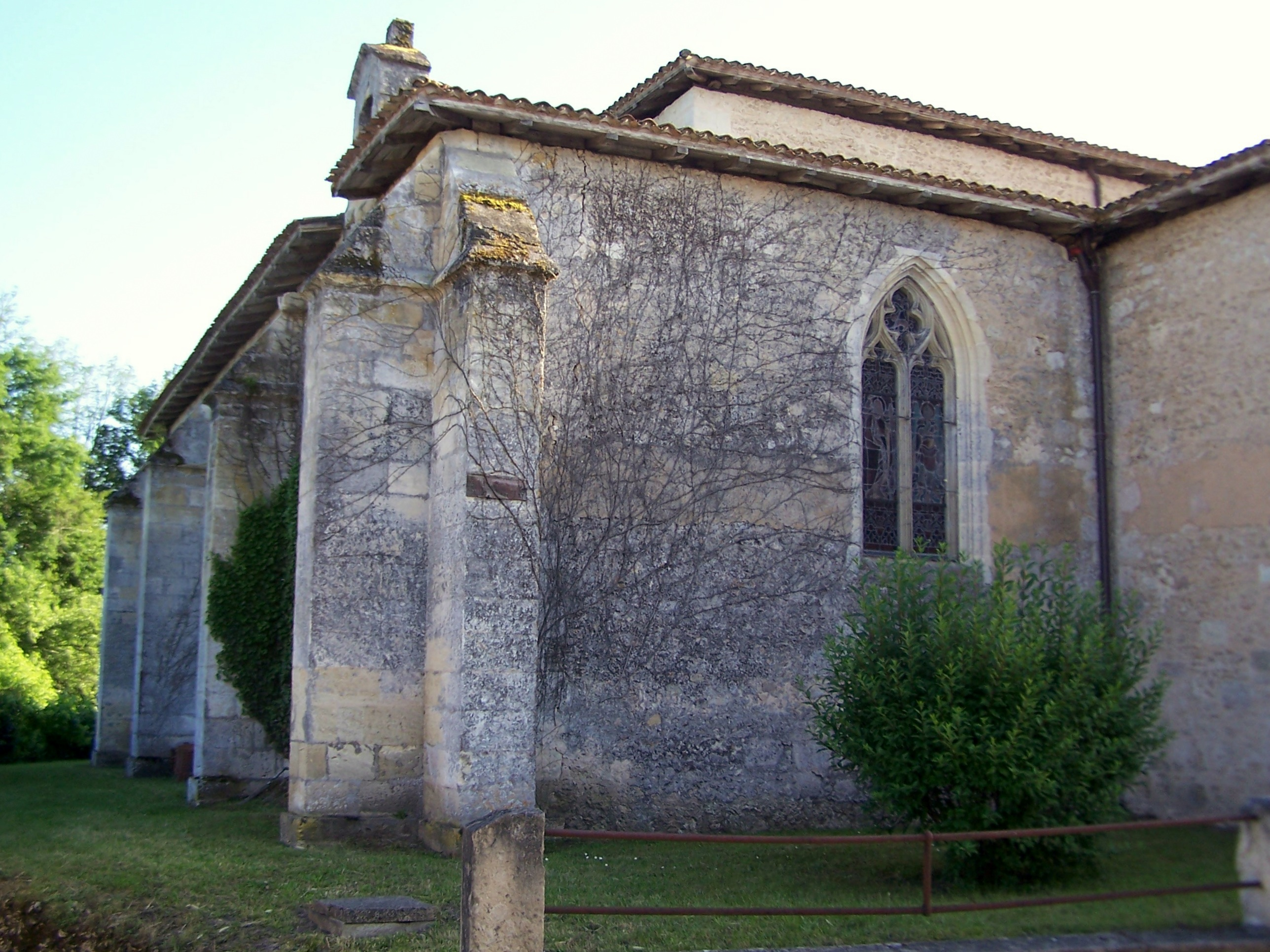
Le chevet (juin 2013)
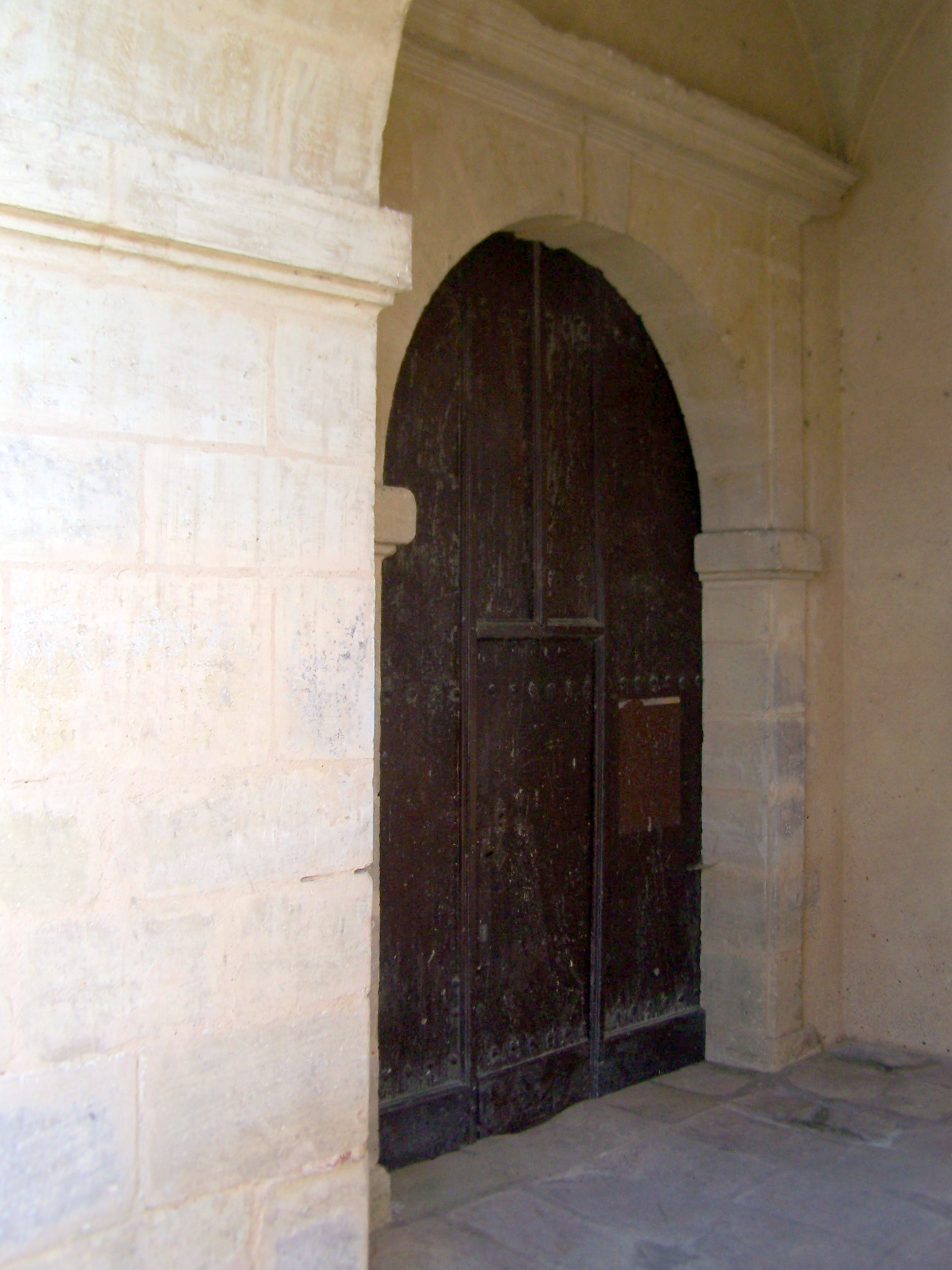
Le portail (juin 2013)